# Fort Eisenhower
Fort Eisenhower (precedentemente chiamato Fort Gordon e Camp Gordon), è un'installazione dell'esercito degli Stati Uniti  ed è la base corrente dell'United States Army Signal Corps (l'arma delle trasmissioni dell'esercito degli Stati Uniti); è stato inoltre sede della scuola di polizia militare, "The Provost Marshal General School". Il forte è situato in Georgia e si divide fra le contee di Richmond, Jefferson, McDuffie e Columbia. Nel forte si svolge l'addestramento individuale avanzato per gli specialisti del Signal Corps. È intitolato in onore di Dwight D. Eisenhower, 34º Presidente degli Stati Uniti d'America.